# Lorenzo Buscarini
Lorenzo Buscarini (27 maggio 1991) è un ex calciatore sammarinese, di ruolo difensore o centrocampista.

## Carriera

### Nazionale
Con la nazionale Under-21 sammarinese ha giocato 8 partite di qualificazione agli Europei di categoria.

## Palmarès

### Individuale
- Premio Golden Boy: 1

2013